# Chranibory
Chranibory – kolonia w Polsce, położona w województwie podlaskim, w powiecie bielskim, w gminie Boćki. Została utworzona z dniem 1 stycznia 2024.